# Ойос-дель-Еспіно
Ойос-дель-Еспіно (ісп. Hoyos del Espino) — муніципалітет в Іспанії, у складі автономної спільноти Кастилія-і-Леон, у провінції Авіла. Населення — 452 особи (2010).
Муніципалітет розташований на відстані близько 130 км на захід від Мадрида, 55 км на південний захід від Авіли.

## Демографія
Динаміка населення (INE ):